# مورت سبز (مقاطعة غيلانغرب)
مورت‌سبز (بالفارسية: مورت‌سبز) هي قرية تقع في قسم ويجنان الريفي في إيران. يقدر عدد سكانها بـ 126 نسمة بحسب إحصاء 2016.